# Plakproef

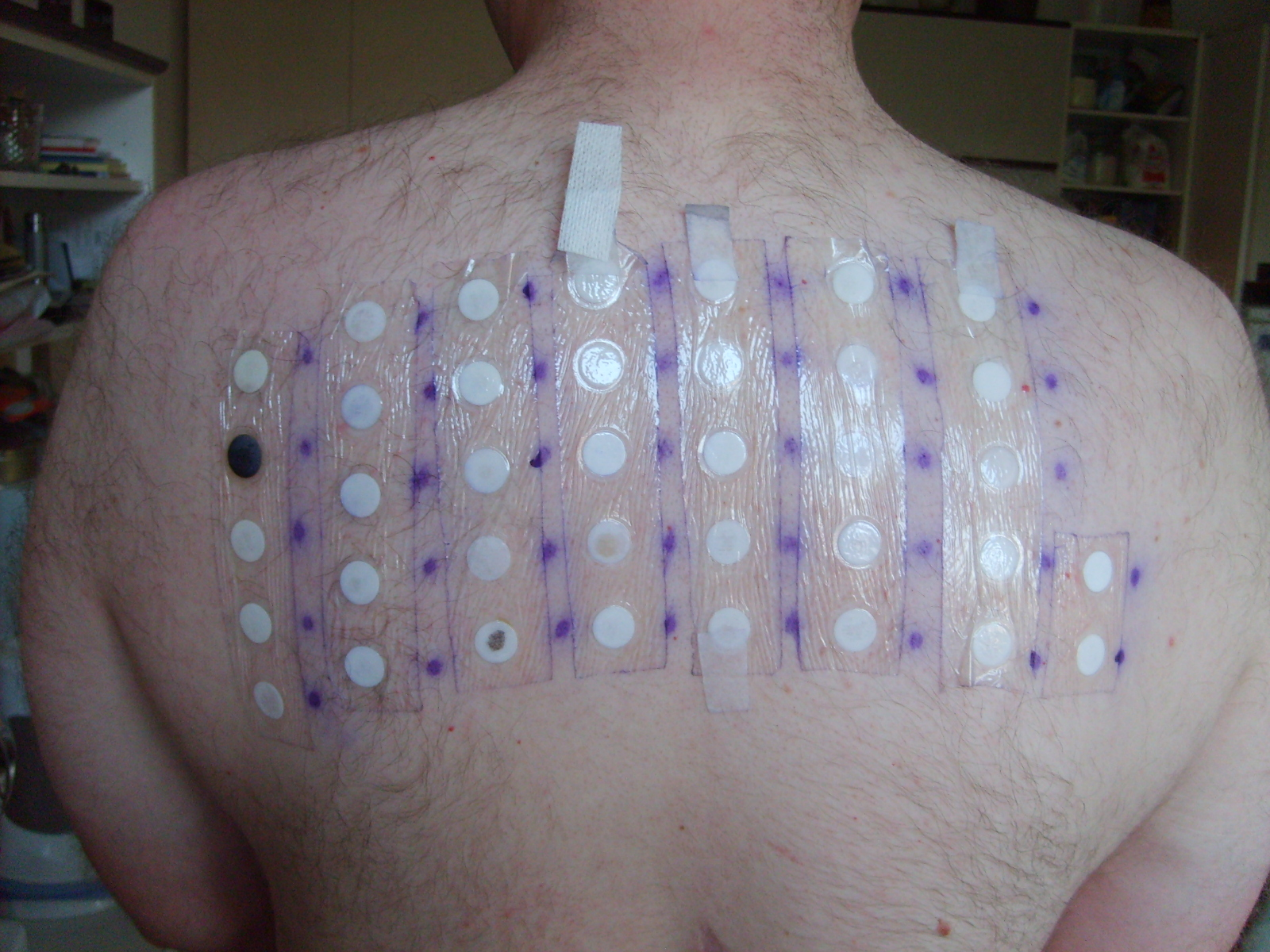
Plakproef

Plakproeven (Patch tests of Epicutane testen of EpiCutane Allergie Testen ECAT) worden uitgevoerd door de dermatoloog (huidarts), om te achterhalen voor welke stof men eventueel een contacteczeem heeft ontwikkeld. De te testen stoffen worden op kleine doekjes met pleisters op de rug geplakt en 2 dagen later weer verwijderd. Op die dag en 1 of 2 dagen daarna wordt de test afgelezen. Een test is positief als het allergeen ter plaatse een eczeemreactie veroorzaakt. De test is bedoeld om type IV allergieën vast te stellen. Bewezen wordt langs deze weg echter niet of er ook daadwerkelijk T-lymfocyten worden geactiveerd.

## Testreeksen
Vrijwel iedereen wordt als routine getest met de Europese standaardreeks. Deze reeks bestaat uit die stoffen, die in Europa de meeste allergische reacties veroorzaken. Soms wordt in plaats daarvan de T.R.U.E.-Test (R) gebruikt, waarin veel van die stoffen ook opgenomen zijn.
Er worden nog meer reeksen gebruikt, maar bij verschillende centra wisselen deze van samenstelling:
- Standaardreeks voor kinderen
- Europese standaardreeks
- Secretaressereeks
- Kleurstoffenreeks
- Tandartsenreeks
- Plastic- en lijmenreeks
- Kappersreeks
- Lichtreeks

Bij vermoeden van een beroepsmatige oorzaak wordt ook getest op verdunningen van de op het werk gebruikte stoffen.

## Beoordeling van reacties
Het beoordeling van reacties is niet altijd eenduidig. Het kan moeilijk zijn om irritatiereacties te onderscheiden van allergische reacties. Irritatiereacties blijven vaak beperkt tot de testkamer, zwakken af na verwijderen van de testkamer en gaan soms gepaard met puistjes. Een internationaal overeengekomen beoordelingssysteem staat in de tabel.
| Reactie: | Beoordeling                          |
| -------- | ------------------------------------ |
| -        | Geen reactie                         |
| +/-      | Roodheid of een onduidelijke reactie |
| +        | papels, infiltratie en roodheid      |
| ++       | Blaasjes, roodheid, papels           |
| +++      | Blaarvorming, roodheid, papels       |
| Irr      | Puistjes, blaarvorming (irritatie)   |

Zie ook: contacteczeem, allergietest